# 達拉戰役
達拉戰役（英語：Battle of Dara）是公元530年東羅馬帝國與薩珊波斯的一場戰役，這是伊比利亞戰爭的一部分。普羅科匹厄斯對這次交戰的描述是對羅馬帝國晚期對戰鬥的最詳細的描述之一。

## 背景
自公元527年起，东罗马帝国一直与萨珊王朝交战着。战争的起因有可能是喀瓦德一世企图迫使伊比利亞王國改信祆教。伊比利亞国王逃之夭夭，而喀瓦德一世转而尝试与东罗马帝国议和，并企图让查士丁一世收养其子霍斯劳。前者答应了这个要求，但条件是收养过程中进行仅供蛮族使用的仪式。霍斯劳一世无法接受此条件，遂对东罗马帝国的盟友展开攻击。查士丁一世派遣将领西塔死和贝利撒留远征波斯，但后者却被击败了。公元529年，查士丁尼一世与波斯人的谈判破裂，萨珊王朝遂出兵40000人远征达拉。次年，贝利萨留和海默根受命带兵重返美索不达米亚。对此，喀瓦德一世命令将领佩罗兹率10000人增援当地的波斯军队。后者在达拉近郊约5公里处的阿莫迪乌斯扎营。

## 戰鬥過程
根據普羅科匹厄斯的說法，第一天沒有一般的交戰，而是雙方大力士之間的一系列挑戰戰。一場特別的戰鬥涉及一位波斯騎士，他向貝利薩留挑戰單打；但遇到了拜占庭人奴隸名叫安德烈亞斯（Andreas）。安德烈亞斯與貝利撒留的私兵秘密訓練，不僅殺死了這位波斯大力士，而且當天晚些時候還殺死了第二位挑戰者。波斯人隨後撤回阿莫迪烏斯過夜。然而，一些作者另一個消息來源對 普羅科匹厄斯 描述的純粹歷史性表示懷疑，並表示雖然在戰鬥過程中可能確實發生了單人戰鬥的情況，但普羅科匹厄斯的描述旨在敘事而不是進行事實描述。官方文件確實提到了個人戰鬥，但沒有提到安德烈亞斯。
第一天的小規模衝突後，貝利撒留給波斯指揮官寫了一封信。他認為與其打仗，不如避免衝突，堅持通過討論解決爭端。信中寫道：“第一個祝福是和平，這是所有有一點理智的人都同意的。......因此，最好的將軍是能夠從戰爭中帶來和平的人。”這封信要么被置若罔聞，要麼佩雷佐斯（Perezos）曾想過談判但最終失敗了，戰鬥重新開始。經過之前的戰爭，波斯人已經將拜占庭軍隊視為二流軍隊；這封信，加上波斯軍隊的數量優勢，很可能讓佩雷佐斯（Perezos）更加自信。有歷史學者聲稱貝利薩留獲勝的機會就是他寄出的這封信。
戰鬥的第二天，又有10,000名波斯軍隊從尼西比斯抵達。薩珊和拜占庭的輕步兵交戰，雙方都受到了輕微的傷亡。普羅科匹厄斯記載，“而且數量眾多的箭矢彷彿形成了一片巨大的雲層，很多人倒在兩邊，但蠻族人的箭矢更厚。因為新人總是輪流戰鬥，給他們的敵人提供沒有絲毫觀察正在發生的事情的機會；但即便如此，羅馬人也沒有到達最壞的情況。因為穩定的風從他們身邊吹向蠻族人，並在相當程度上抑制了他們箭的力量。”波斯人和羅馬人羅馬人打成了平手，戰鬥勢均力敵或波斯人遭受更多。然後波斯人形成了戰線兩條線：右翼在匹特亞克斯（Pityaxes）的指揮下，左翼在貝雷薩曼斯（Baresamanes）的指揮下。
在一天中的這個時候，該地區的氣溫非常高，大概在45°C左右。波斯人的第一波進攻是針對拜占庭左翼的，波斯人強行渡過溝渠，擊退了拜占庭騎兵。但蘇尼卡斯（Sunicas）的匈人騎兵繞道從拜占庭防線內部進攻進攻，法拉斯（Pharas）的赫魯利人從對面伏擊進攻，這些攻勢迫使波斯人的聯隊撤退。
波斯人隨後襲擊了拜占庭的右翼，在這裡，佩雷佐斯（Perezos）派出了波斯精銳的裝甲槍兵薩珊不死軍，守衛溝渠的拜占庭騎兵和步兵像被推了回去。但貝利薩留用他的後備布塞拉里騎兵（Bucellarii）反擊，將波斯軍隊一分為二。一半的波斯人追擊拜占庭騎兵，但其餘的被困住，貝雷薩曼斯（Baresamanes）和其他 5,000 人一起被殺。貝利薩留允許追擊幾公里，但讓大多數波斯倖存者逃脫。

## 其他來源
- Procopius, History of the Wars, book I, chapter xiii.
- Warren Treadgold, History of the Byzantine State and Society. Stanford (California): Stanford University Press, 1997.
- John Haldon, The Byzantine Wars. Stroud: The History Press, 2008.
- Christopher Lillington-Martin, "Archaeological and Ancient Literary Evidence for a Battle near Dara Gap, Turkey, AD 530: Topography, Texts & Trenches", British Archaeological Reports (BAR) –S1717, 2007 The Late Roman Army in the Near East from Diocletian to the Arab Conquest Proceedings of a colloquium held at Potenza, Acerenza and Matera, Italy (May 2005) edited by Ariel S. Lewin and Pietrina Pellegrini with the aid of Zbigniew T. Fiema and Sylvain Janniard. ISBN 978-1-4073-0161-7. (pages 299–311).
- B.H. Liddell Hart, Strategy. London: G. Bell & Sons, 1929.

37°10′48″N 40°57′18″E / 37.1800°N 40.9550°E